# Eddersheim
Eddersheim ist ein Stadtteil von Hattersheim am Main im südhessischen Main-Taunus-Kreis.

## Geografische Lage
Eddersheim liegt am rechten nördlichen Ufer des Mains an einer alten Furt, die nach Wüsteneddersheim, dem heutigen Mönchhof führte. Der Ort erstreckt sich parallel zum Main auf einer leichten Uferterrasse. In schrägem Winkel zu dieser Entwicklungslinie hat sich die Bebauung entlang der Bahnhofstraße bis zur Eisenbahnlinie weiterentwickelt. Eddersheim grenzt im Nordosten an den Hattersheimer Stadtteil Okriftel, im Nordwesten an den Flörsheimer Stadtteil Weilbach.

## Geschichte
Die älteste erhalten gebliebene urkundliche Erwähnung in einem Güterverzeichnis als Heddereshem datiert von 1145. Schon in römischer Zeit gab es an der Mainfurt eine Straßenverbindung aus Richtung Groß-Gerau über den Mönchhof zu dem römischen Kastell bei Hofheim am Taunus und eine parallel zum Main verlaufende Mainstraße von Mainz über Hochheim, Flörsheim, Eddersheim, Okriftel und Höchst nach Frankfurt. Die Gründung von Eddersheim an der Kreuzung dieser Straßen kann auf Grund der Namensendung auf -heim um das Jahr 400 n. Chr. angenommen werden. Es könnte nach dem Gründer, einen Adrian oder Ether benannt worden sein.
Nach erneuten Nachforschungen im Jahre 2014 wurde in einer Urkunde, die im Besitz des Staatsarchivs Würzburgs ist, das Ersterwähnungsdatum 1145 festgestellt. Der Ort wird auf dem 870 Jahre alten Dokument mit Heddereshem genannt.
In der Reformationszeit wurde um 1545 der lutherische Gottesdienst eingeführt. Nach der Übernahme durch Kurmainz 1581 wurde der Ort im Rahmen der Gegenreformation 1604 wieder katholisch. Eine Reihe von Fachwerkhäusern dieser Zeit sind noch erhalten.

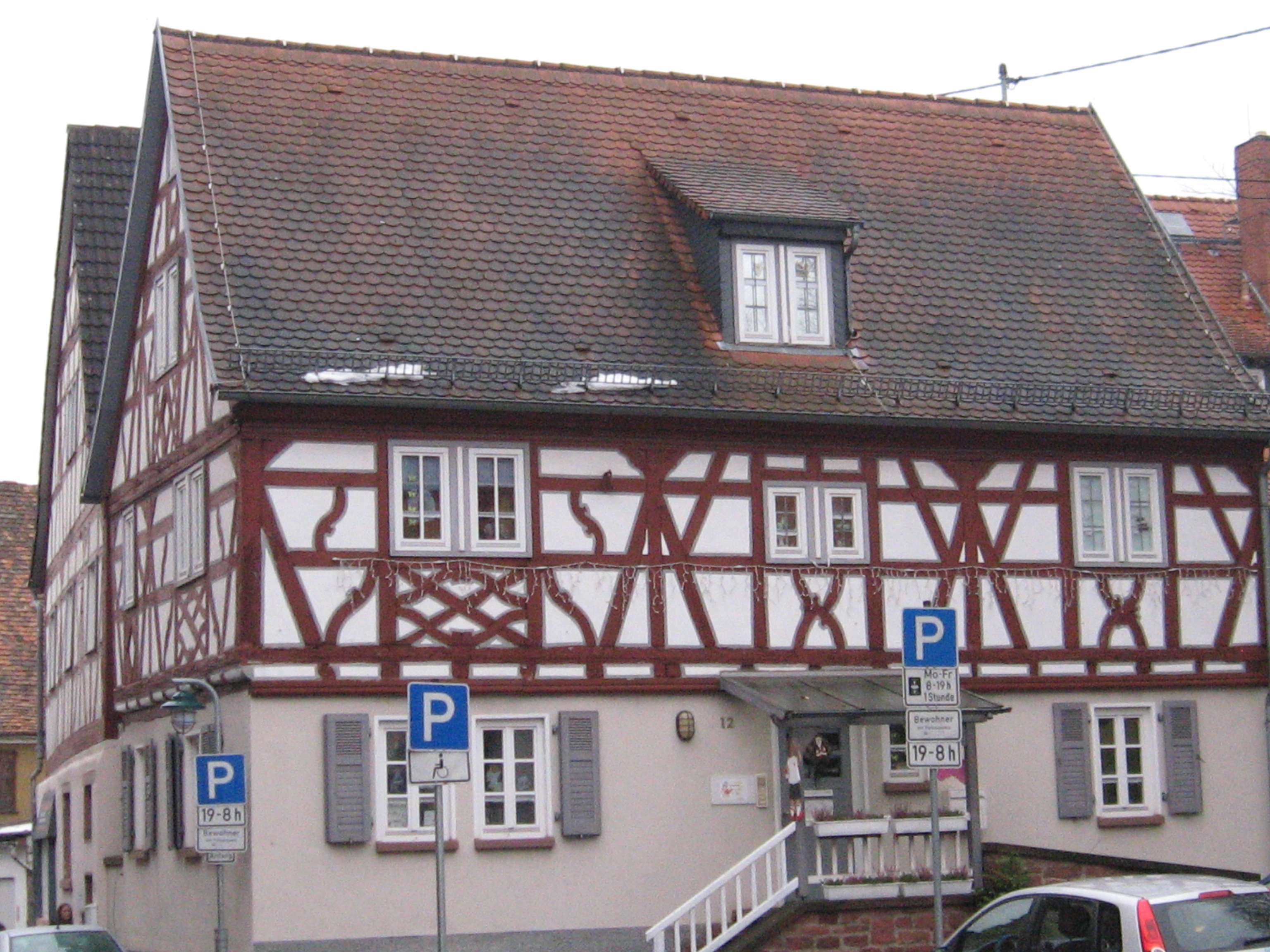
Begegnungszentrum Eddersheim
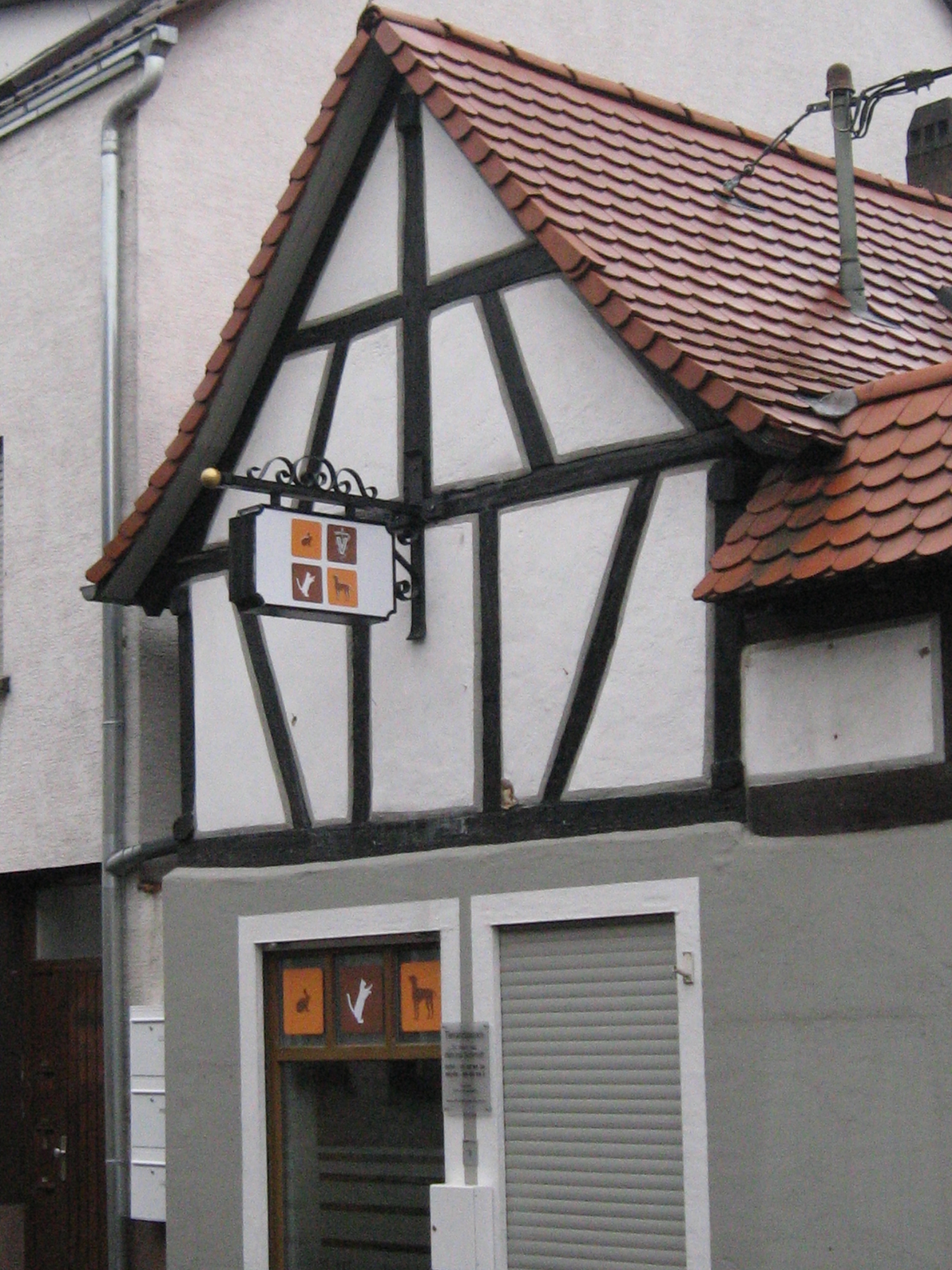
Tierklinik
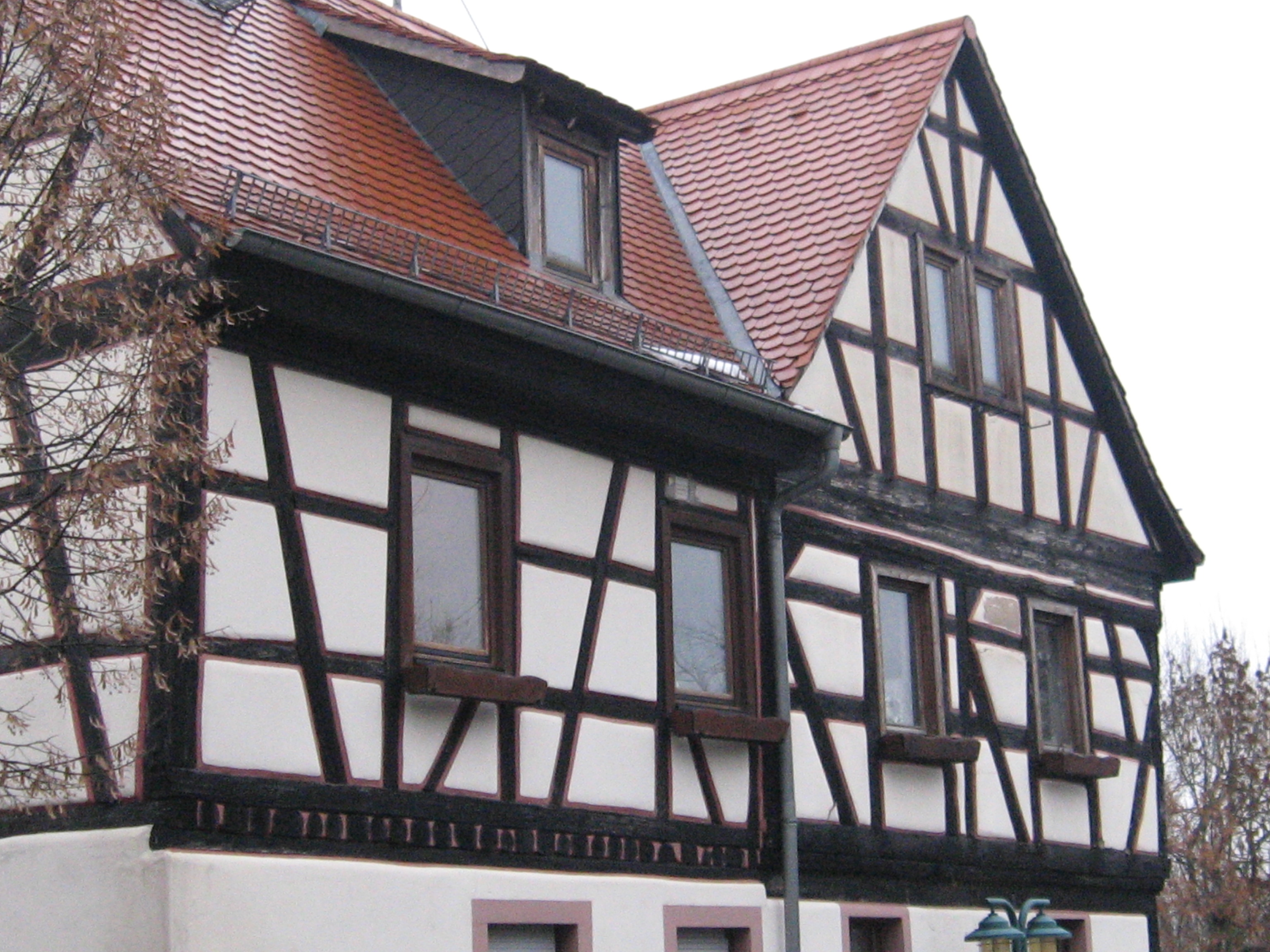
Propsteistraße
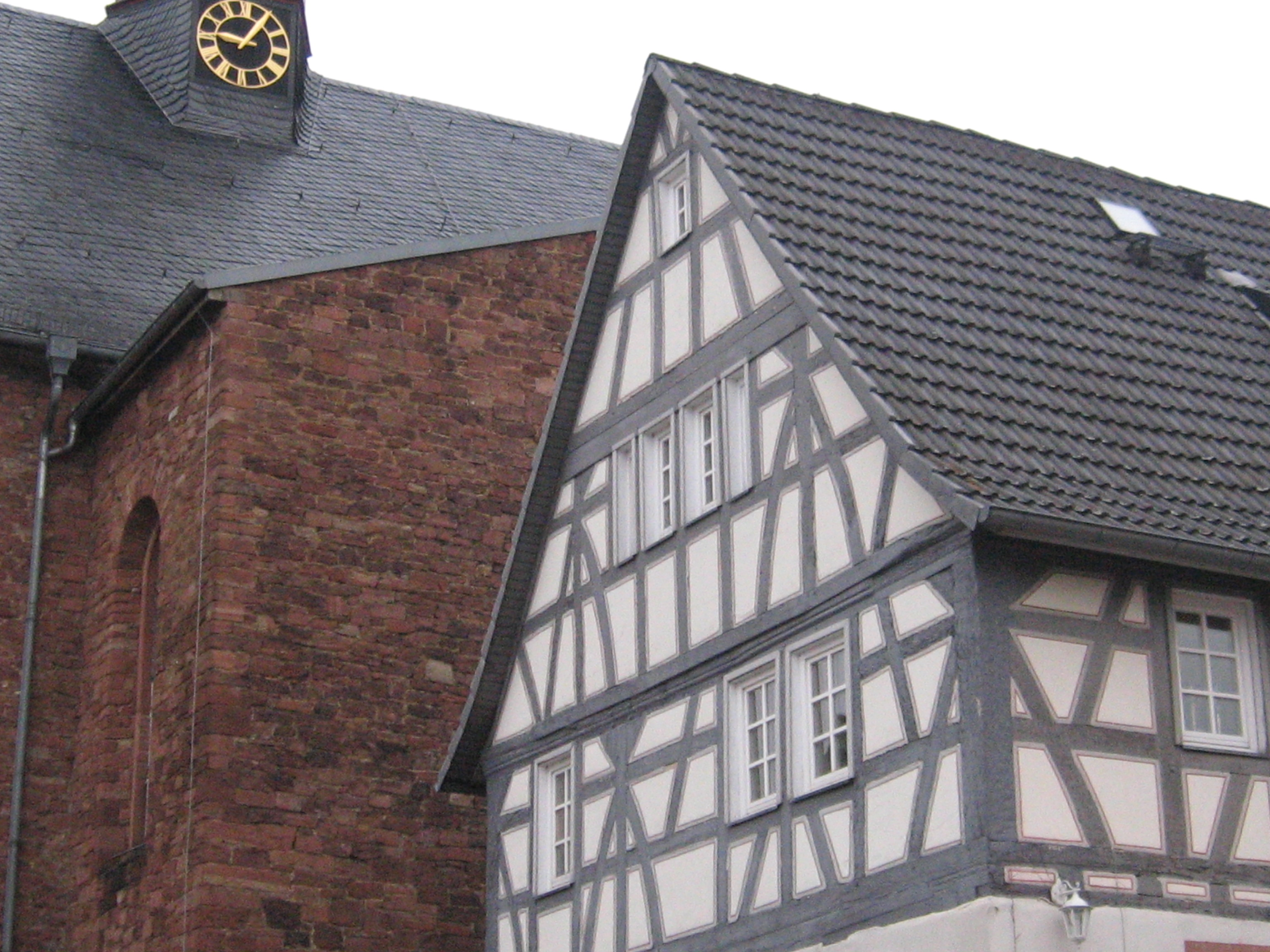
Kirche mit Fachwerk
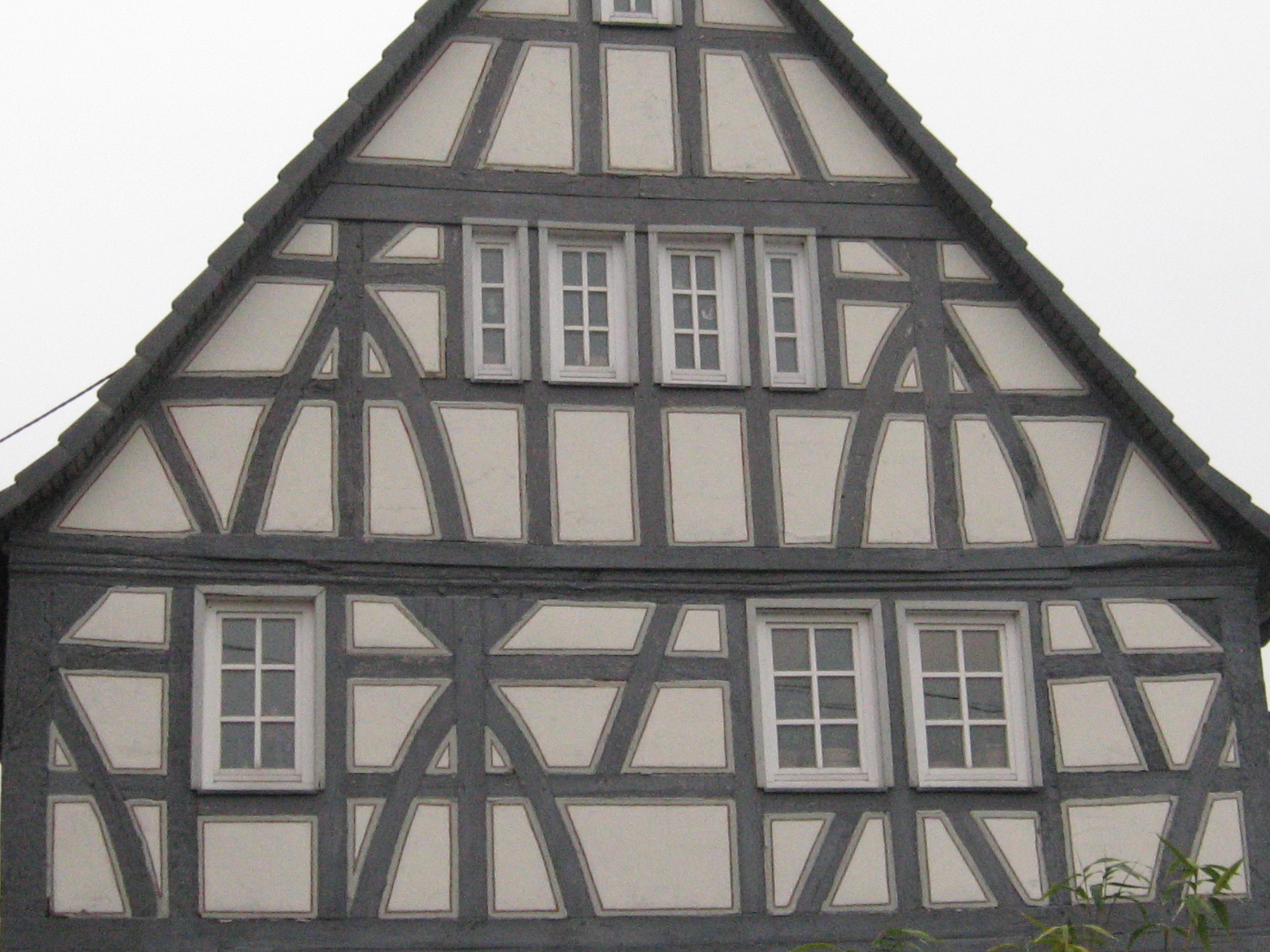
Propsteistraße
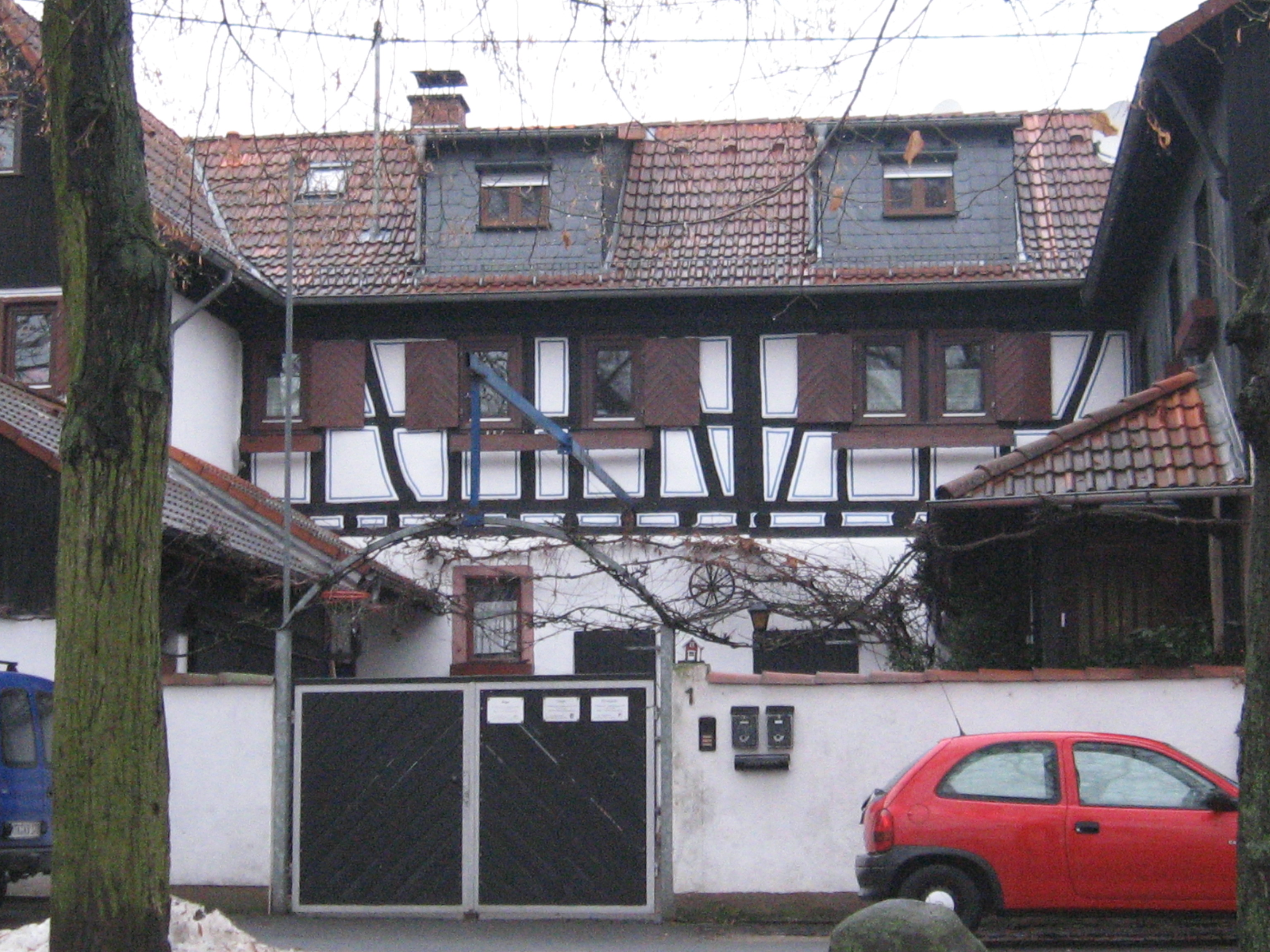
Ankerstraße
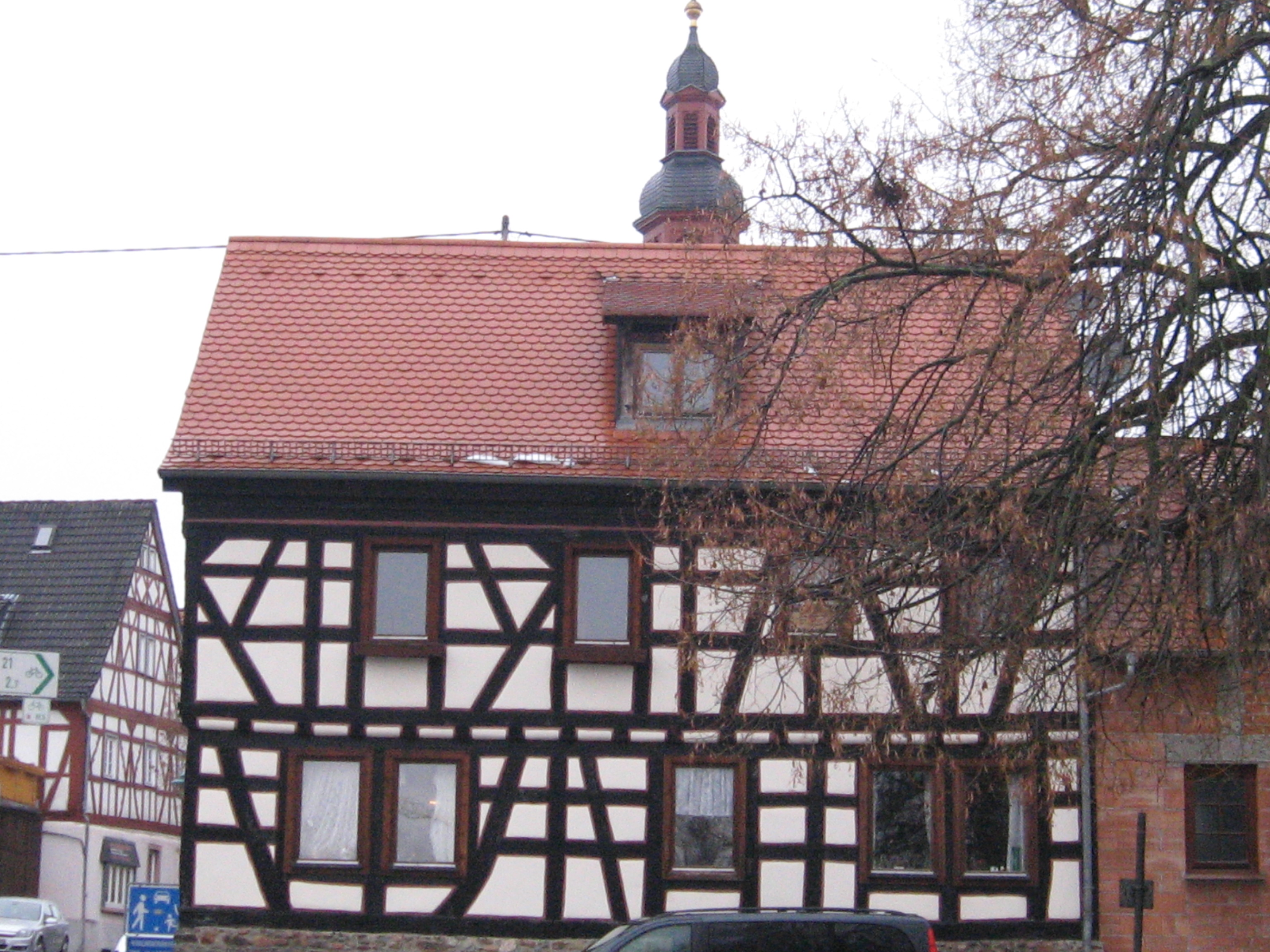
Propsteistraße
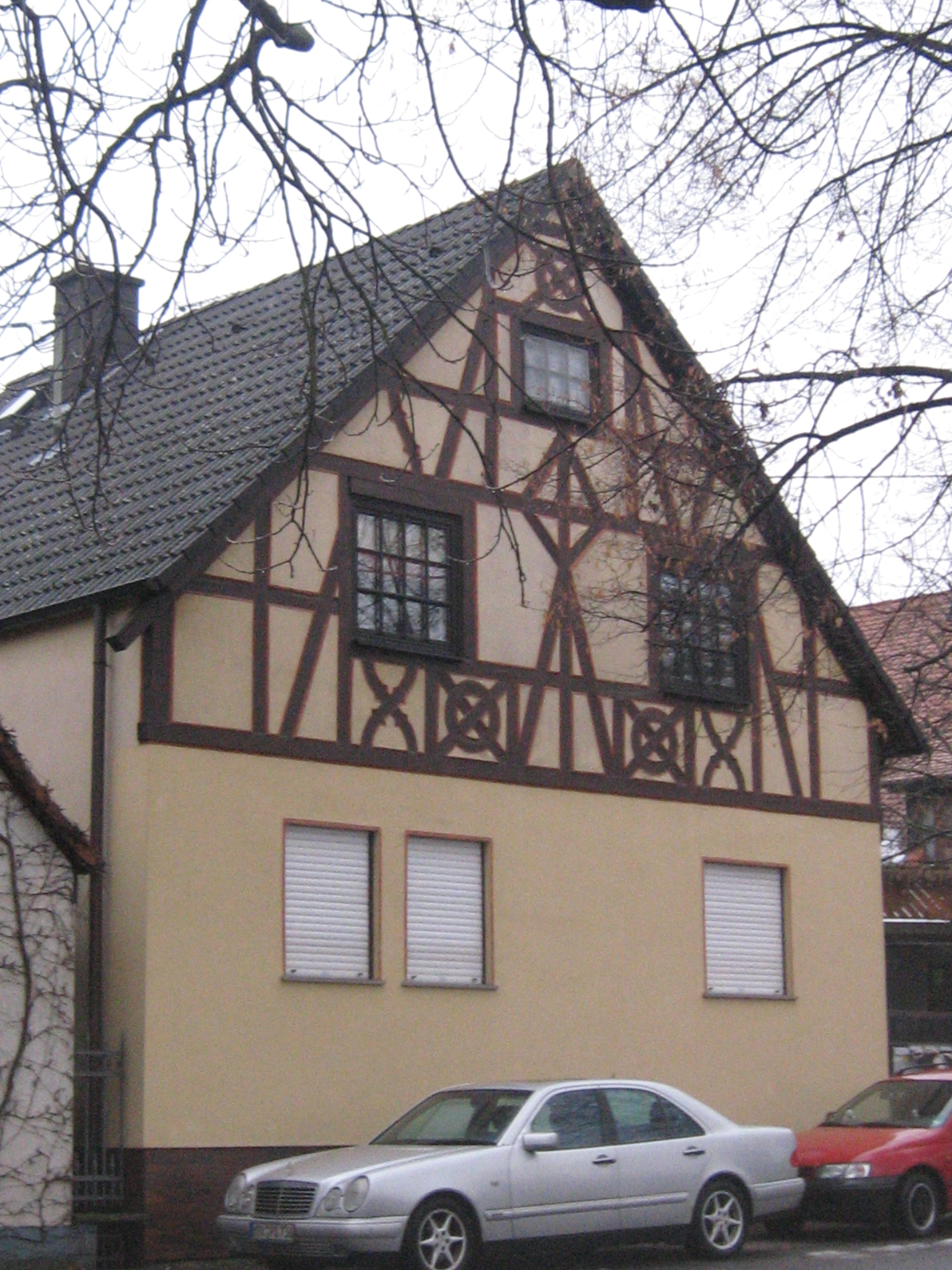
Ankerstraße
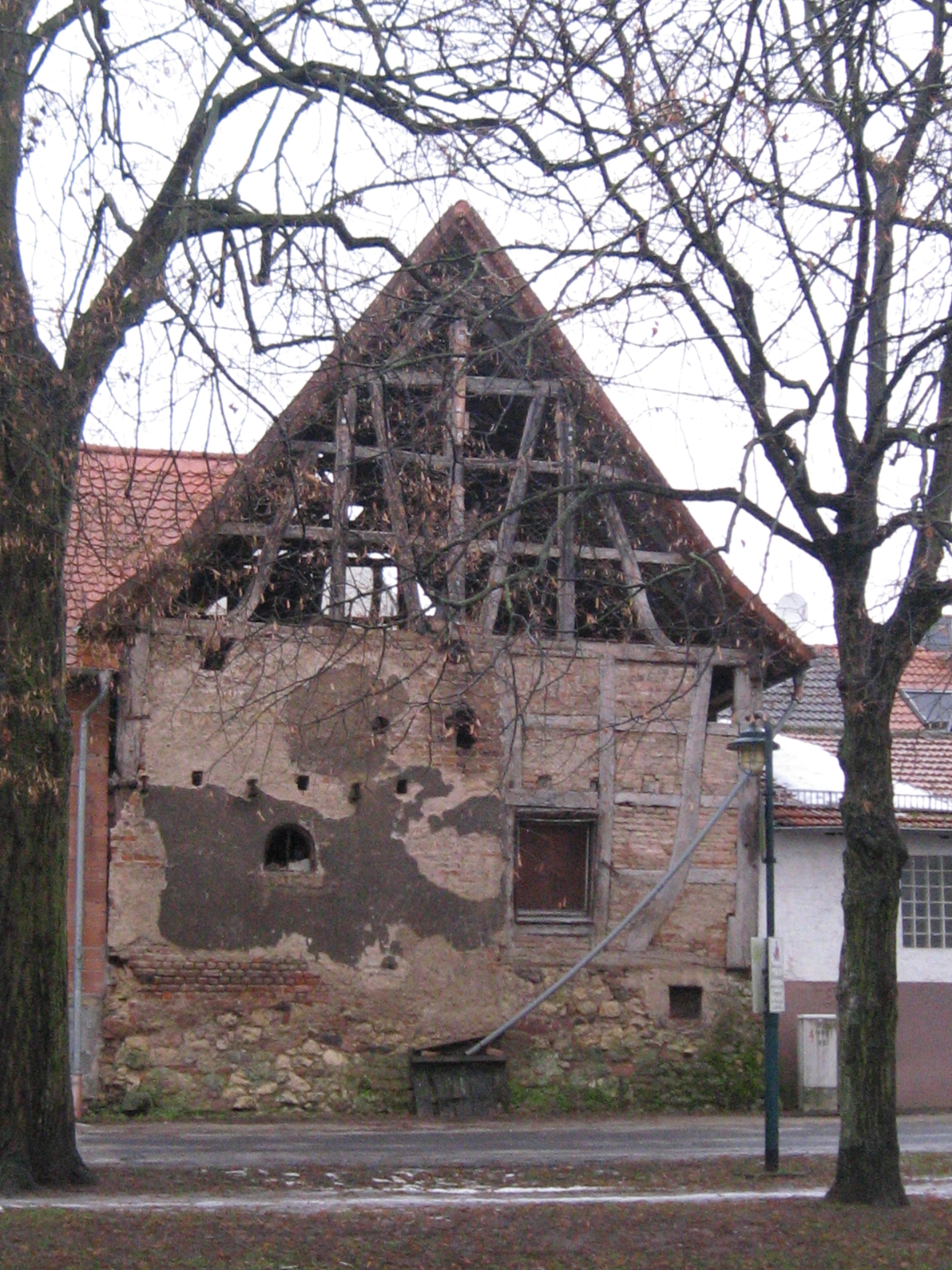
Ankerstraße

1803 ging Eddersheim an Nassau-Usingen und gehörte zur Zeit des Herzogtums Nassau zum Amt Hochheim. Nach der Annexion durch Preußen als Folge des für Nassau verlorenen Preußisch-Österreichischen Krieges wurde es 1867 dem Mainkreis und später dem Landkreis Wiesbaden im Regierungsbezirk Wiesbaden zugeordnet.
Anlässlich der Gebietsreform in Hessen schlossen sich am 1. Juli 1972 Hattersheim, Okriftel und Eddersheim durch einen Grenzänderungsvertrag freiwillig zur neuen Stadt Hattersheim (ab dem 1. Januar 1978 Hattersheim am Main) zusammen. Die Eigenständigkeit gegenüber der Gesamtstadt beschränkt sich seitdem auf ein eigenes Ortsgericht.

## Kultur und Sehenswürdigkeiten

### Bauwerke
Die Kirche St. Martin wurde 1728 neu errichtet und 1935 entscheidend erweitert. Sie und der seit 1332 nachzuweisende Propsteihof mit Gebäuden aus dem 18. Jahrhundert sind die dominierenden Gebäude im Ortskern. Es gibt auch eine kleine Kapelle in der Ortsmitte.
Es gibt eine historische Gastwirtschaft Mönchhof am Main in der Nähe der Staustufe.

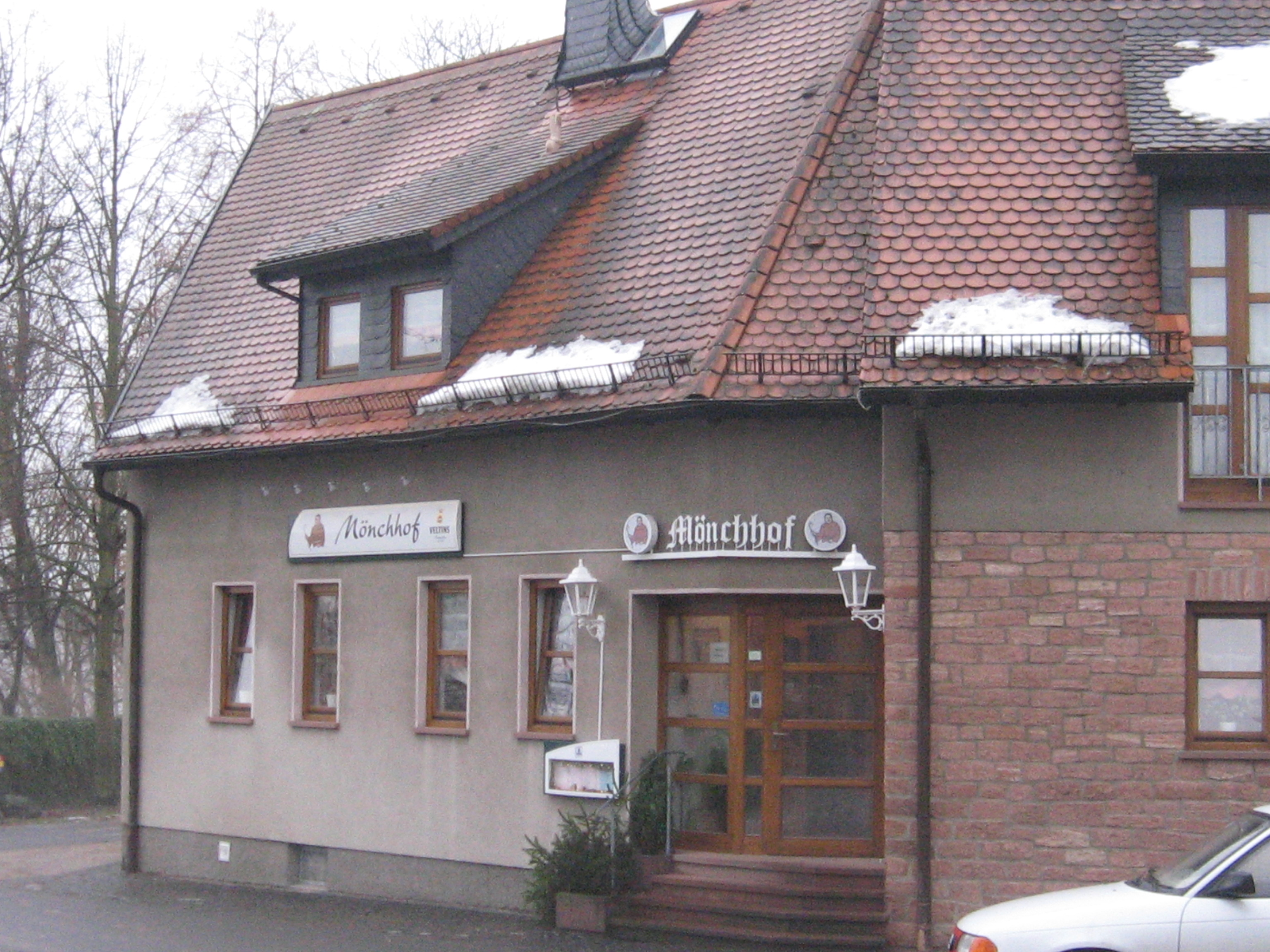
Gastwirtschaft Mönchhof
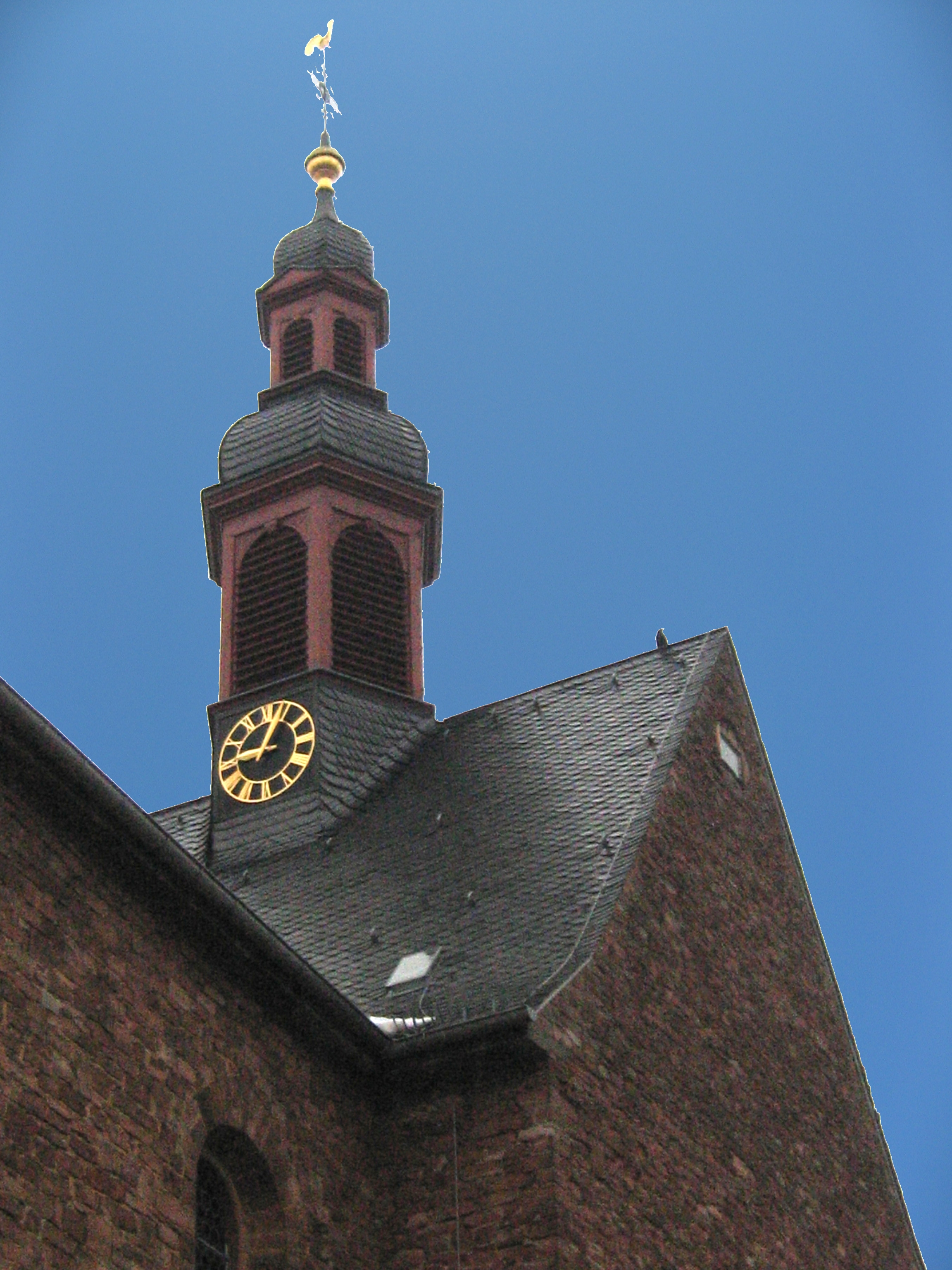
St. Martin
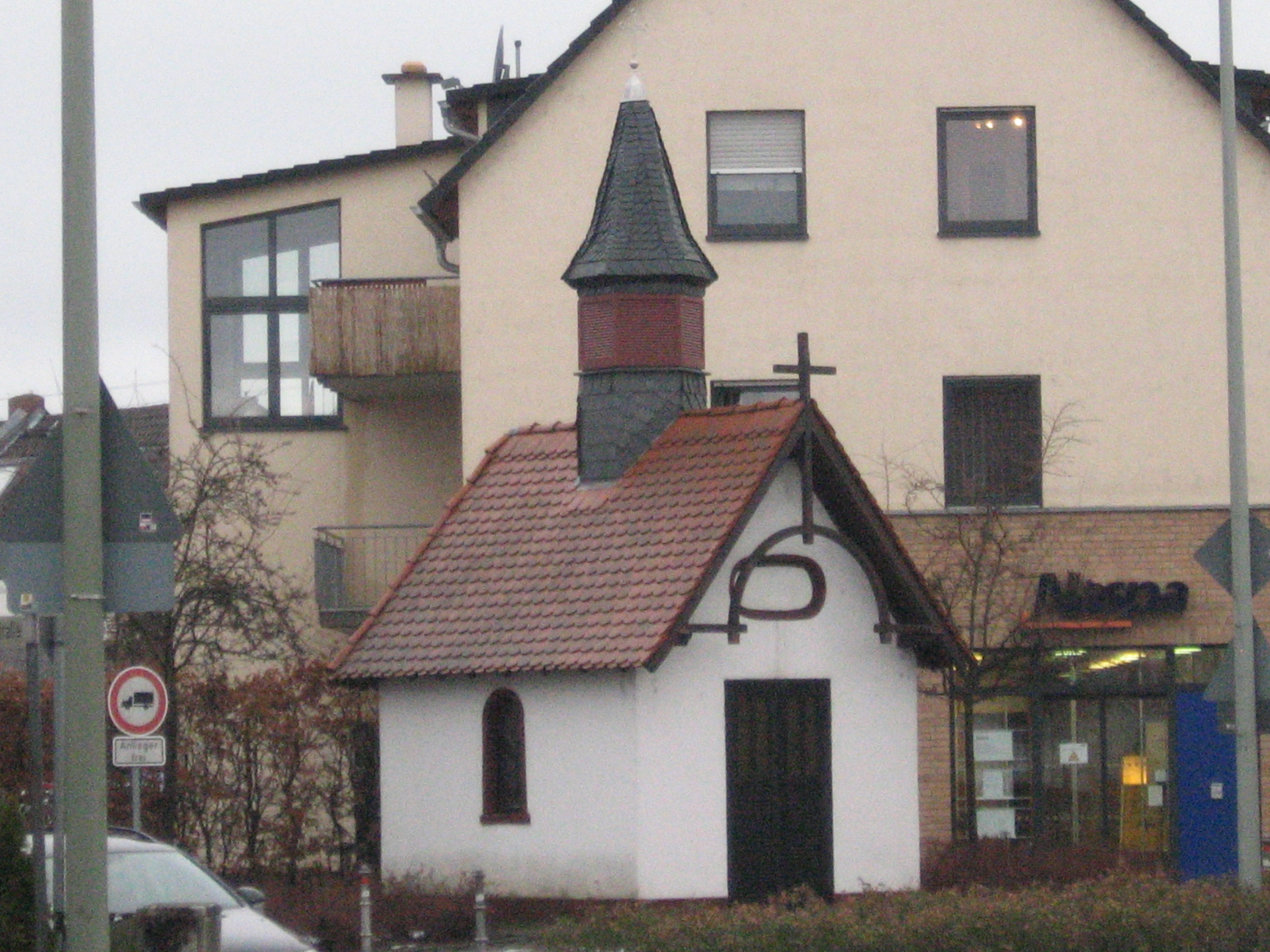
Kapelle

### Sport
Im Jahr 1888 wurde die Turn- und Sportgemeinschaft Eddersheim (TSG Eddersheim 1888 e. V.) gegründet.  Derzeit besteht die TSG Eddersheim aus vier Abteilungen, der Turn-, Wander-, Tischtennis- und Handballabteilung.
Die Handballabteilung stellt den größten Teil der Mitglieder und hat sich weit über die Grenzen Eddersheims hinaus mit ihren aktiven Mannschaften und ihrer Jugendarbeit bekannt gemacht. In der Saison 2011 waren alle Jugendteams, durchgehend von den Minis bis zur A-Jugend, im männlichen und weiblichen Bereich spielfähig und spielten zum Teil in den höchsten Klassen.
Die Damenmannschaft (Oberliga Hessen) wie auch die 1., 2. und 3. Herrenmannschaft (Hessen Bezirksoberliga, Bezirksliga A und Bezirksliga C) bilden den Aktivenbereich der Handballer.
Am 12. Dezember 1931 wurde der FC Eddersheim von fünfundzwanzig Mitgliedern im Gasthaus Zum Taunus gegründet. Das Sportfeld liegt in der Nähe der Staustufe.

## Verkehr

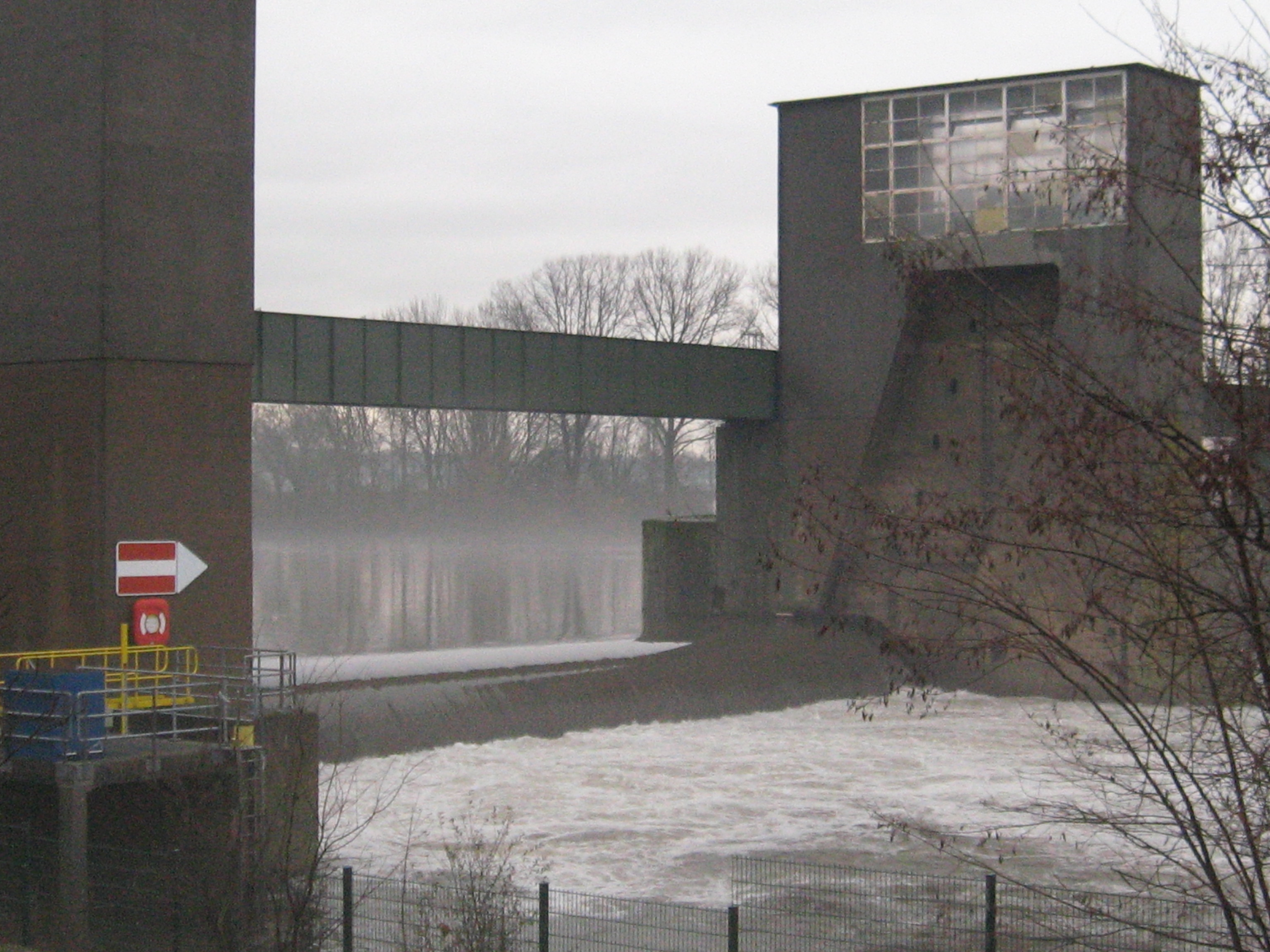
Mainstaustufe Eddersheim

Eddersheim liegt an der Landesstraße L 3006, die von Flörsheim am Main im Südwesten nach Okriftel im Nordosten führt. In Höhe des Ortskerns zweigt von dieser Straße die Landesstraße L 3366 als Bahnhofstraße nach Westen in Richtung Weilbach ab.
Eddersheim ist eine Station der Linie S1 der S-Bahn Rhein-Main auf der Strecke der Taunus-Eisenbahn von Wiesbaden Hauptbahnhof über Frankfurt (Main) Hauptbahnhof tief nach Rödermark-Ober-Roden. Der Bahnhof wurde am Bahnübergang der Weilbacher Straße, etwa auf halbem Wege zwischen den Ortskernen von Eddersheim und Weilbach angelegt.
| Linie | Verlauf | Takt                                                                                     |
| ----- | --- | ---------------------------------------------------------------------------------------- |
| S1    | Wiesbaden Hbf – Wiesbaden Ost – Mainz-Kastel – Hochheim (Main) – Flörsheim (Main) – Eddersheim – Hattersheim (Main) – Frankfurt-Sindlingen – Frankfurt-Höchst Farbwerke – Frankfurt-Höchst – Frankfurt-Nied – Frankfurt-Griesheim – Frankfurt (Main) Hbf tief – Frankfurt (Main) Taunusanlage – Frankfurt (Main) Hauptwache – Frankfurt (Main) Konstablerwache – Frankfurt (Main) Ostendstraße – Frankfurt (Main) Mühlberg – Offenbach-Kaiserlei – Offenbach Ledermuseum – Offenbach Marktplatz – Offenbach (Main) Ost – Offenbach-Bieber – Offenbach-Waldhof – Obertshausen – Rodgau-Weiskirchen – Rodgau-Hainhausen – Rodgau-Jügesheim – Rodgau-Dudenhofen – Rodgau-Nieder-Roden – Rodgau-Rollwald – Rödermark-Ober Roden | 30 min 15 min (Hochheim–Rödermark zur HVZ und Flörsheim–Offenbach Ost werktags tagsüber) |

In Höhe des Ortskerns wurde 1929 bis 1934 eine Mainstaustufe erbaut mit einer Fußgängerbrücke, die zum Weg nach Mönchhof führt.
Südlich von Eddersheim führen die Bundesautobahn 3 und die Schnellfahrstrecke Köln–Rhein/Main über den Main.
Am Mainufer verlaufen mehrere Radwanderwege:
- Der Hessischen Radfernweg R3 (Rhein-Main-Kinzig-Radweg) führt unter dem Motto Auf den Spuren des Spätlesereiters. entlang von Rhein, Main und Kinzig über Fulda nach Tann in der Rhön.
- Der Main-Radweg führt von den Quellen des Weißen- und Roten Mains bis nach Mainz zur Mündung in den Rhein.
- Die D-Route 5 (Saar-Mosel-Main) von Saarbrücken über Trier, Koblenz, Mainz, Frankfurt am Main, Würzburg und Bayreuth bis zur tschechischen Grenze (1.021 km).

## Persönlichkeiten
- Anton Flettner (1885–1961), Erfinder des Flettner-Rotors und des Flettner-Doppelrotors; geboren in Eddersheim